# Afling (Gemeinden Bärnbach, Kainach bei Voitsberg)
Afling ist eine Ortschaft und Rotte im Bezirk Voitsberg in der Weststeiermark, die in den Gemeindegebieten von Bärnbach und Kainach bei Voitsberg liegt.

## Geographie

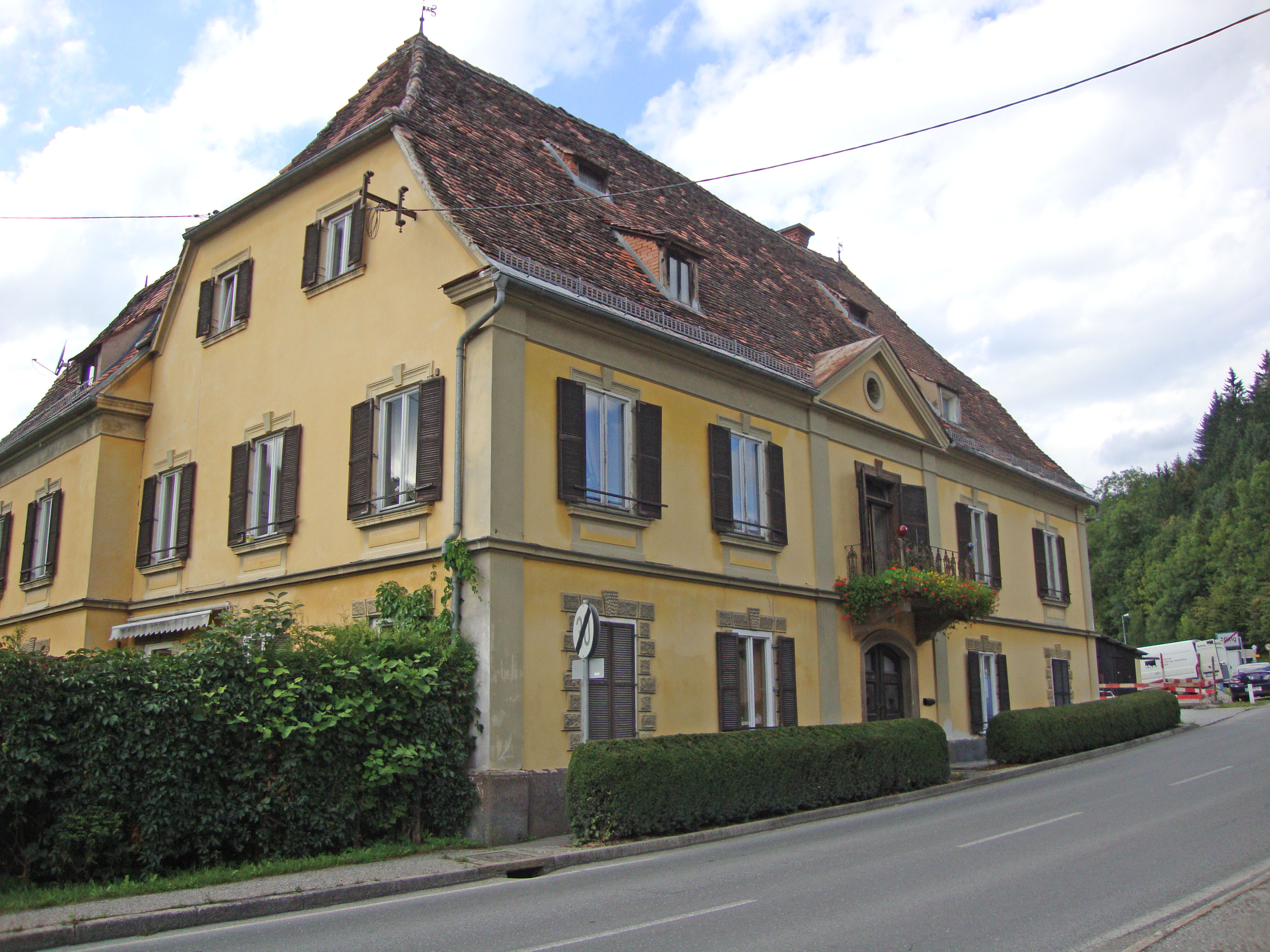
Das Storchenschlössel in Afling

Der Ort befindet sich nördlich von Bärnbach, an der der Straße in Richtung Kainach bei Voitsberg. Das Ortsgebiet befindet sich an der Mündung des Ofenbaches, auch Aflingerbach genannt, in die Kainach. Es handelt sich dabei um ein Straßendorf, welches rund um das Storchenschlössel entstand.

## Geschichte
Zu den frühesten Nachweisen für eine Besiedelung der Gegend um Afling gehört eine römische Münze aus dem dritten Jahrhundert, die den Kaiser Maximinus Thrax darstellt. Während des Hochmittelalters gab es in Afling nur einige Einzelhöfe sowie Einödfluren, welche möglicherweise auch noch teilweise von slawischen Bauern bewirtschaftet wurden. Die erste urkundliche Erwähnung als Avelinch im Lehensbuch von Seckau erfolgte im Jahr 1318. Weitere Erwähnungen folgten im Jahr 1383 als Auenleg, im Jahr 1389 als an dem Afelink sowie 1450 als im Afling.
Afling gehörte zum hochmittelalterlichen Rodungsgebiet von Tregist und der Ort entstand ab dem 16. Jahrhundert rund um das spätere Storchenschlössel. Zu den Siedlern gehörten vor allem Keuschler sowie Handwerker wie Schmiede, Schuster, Müller und Weber. Die Einwohner von Afling gehörten bis 1848 zu verschiedenen Grundherrschaften, so etwa zu Altkainach, Greißenegg, Kleinkainach sowie Lankowitz. Für das Jahr 1389 ist auch belegt das ein Einwohner zur Gült des Karmeliterklosters in Voitsberg gehörte. Um das Jahr 1630 tauschte Georg Stürgkh Zehnte mit der Kirchengült bei Graden gegen einige Grundstücke bei Afling. Ein Teil Aflings sowie das Storchenschlössel gehörten um 1750 zur Kirchengült von Sankt Johann am Tauern. Mit der Konstituierung der freien Gemeinden im Jahr 1850 wurde Afling aufgeteilt und den drei Gemeinden Bärnbach, Hochtregist und Kohlschwarz zugeordnet.
Am 9. September 1892 zerstörte ein Hochwasser die Straße nach Kainach und beschädigte mehrere Brücken und Wehren. Im April 1891 wurde die Volksschule Afling als Außenstelle der Volksschule Piber eröffnet. Im Juni 1909 erfolgte die Gründung der Freiwilligen Feuerwehr Afling, welche im Juli 1912 auch behördlich genehmigt wurde. Eine öffentliche Telefonsprechstelle sowie ein Fernsprechvermittlungsamt und ein Telegrafenamt wurden im Juni 1921 eröffnet. In der Nacht auf den 14. März 1934 wurden in Afling Hakenkreuze und Flugzettel verteilt. Im Dezember 1936 zählte der SA-Sturm 13 Afling der Standarte Voitsberg 81 Männer. Bereits vor 1938 existierte eine bäuerliche Fortbildungsschule, welche in den Jahren 1952 und 1953 als hauswirtschaftliche Fortbildungsschule für Mädchen Verwendung fand. Ab 1948 bis 1951 erfolgte die Elektrifizierung des Ortes. Durch ein schweres Unwetter wurden am 9. Juni 1951 die Straßen und Äcker in Afling und der näheren Umgebung vermurt und Häuser überschwemmt. In den Jahren 1957 bis 1958 wurde in Afling ein Tiefkühlhaus errichtet. Der Kindergarten wurde im September 1989 eröffnet und ihm selben Jahr wurde der Dorfplatz neu gestaltet.

## Ortsname
Der Name Afling leitet sich wahrscheinlich von der ursprünglich slawischen Flurbezeichnung *abolnĭ mit dem Suffix -nik ab, welche so viel wie Gegend, in der es Apfelbäume gibt bedeutet. Der slawische Suffix wurde in späterer Zeit durch das bairische -ing ausgetauscht. Vergleichbar ist das etwas nördlich liegende Aflenz, wo das gleiche Grundwort mit anderem Suffix verbunden wurde.

## Wirtschaft und Infrastruktur
Seit der Besiedlung des Ortes stellten Schmieden und Mühlen einen wichtigen Wirtschaftszweig in Afling dar. Seit dem frühen 17. Jahrhundert war die Stürkghmühle in Afling nachweisbar. Für das Jahr 1751 sind im Raum Afling ein Steinhauer, ein Schuster, ein Bäcker, ein Tischler sowie eine Schmiede und Mühle belegt. Ab 1802 gab es den Aflingschmied, eine Hackenschmiede, welche ab etwa 1860 in der Schmiede Buchhaus aufging. Die Schmiede Buchhaus hatte eine eigene Puddelstahlerzeugung und bestand bis kurz nach 1950. Das Werksgebäude wurde 1956 abgerissen. Ein Sägewerk, die spätere Kröllmühle, bestand spätestens seit der zweiten Hälfte des 19. Jahrhunderts und wurde vom Gestüt Piber aufgekauft, welches an ihrer Stelle zwischen 1953 und 1961 ein Wohnhaus samt Wirtschaftshof für die Angestellten des Gestütes errichtete. An die Sägemühle wurde ab 1936/37 ein Lohwerk angebaut, welches im Jahr 1971 aufgrund von Absatzschwierigkeiten schließen musste.
Die Freiwillige Feuerwehr Afling existiert seit dem Juni 1909. Ein im Jahr 1954 bereits gefasster Auflösungsbeschluss wurde nicht umgesetzt. Im Jahr 1999 wurde das neue Rüsthaus eröffnet. Seit dem April 1891 gibt es eine Volksschule in Afling, welche bis zum Sommersemester 1899 eine Außenstelle der Volksschule von Piber war. Zwischen 1961 und 1964 wurde das neue Schulgebäude errichtet. Im September 1989 erfolgte die Eröffnung eines Kindergartens in Afling.
In der Zwischenkriegszeit gab es ein Flussbad in Afling, das aber 1946 zugeschüttet wurde. Der heutige Sportplatz wurde im Juli 1965 eröffnet.

## Schleifsteinproduktion Sunfixlhöhle
In der Sunfixlhöhle⊙ im Ortsteil Hemmerberg befindet sich eine Abbaustelle für Sandsteine aus der kreidezeitlichen Gosau der Afling-Formation, die im Untercampanium vor etwa 83,6 bis 72 Millionen Jahren abgelagert wurde. Aus diesen Steinen wurden zumindest ab dem Mittelalter Schleifsteine für die Sensenerzeugung, Mühlsteine und andere Produkte hergestellt, ein Abbaubetrieb bestand bis in die 1940er-Jahre. Die Anlage kann als Schaubergwerk gegen Voranmeldung besucht werden.

## Bauwerke
Das historisch bedeutendste Bauwerk in Afling ist das Storchenschlössel, welches aus einem im Jahr 1611 von Georg Stürkgh gekauften Hof hervorging.